# Lugny-Bourbonnais
Lugny-Bourbonnais è un comune delegato del comune di Osmery, situato nel dipartimento del Cher, nella regione del Centro-Valle della Loira. In precedenza comune autonomo, il 1º gennaio 2024 è confluito nel comune di Osmery.

## Società

### Evoluzione demografica
Abitanti censiti